# 하우다

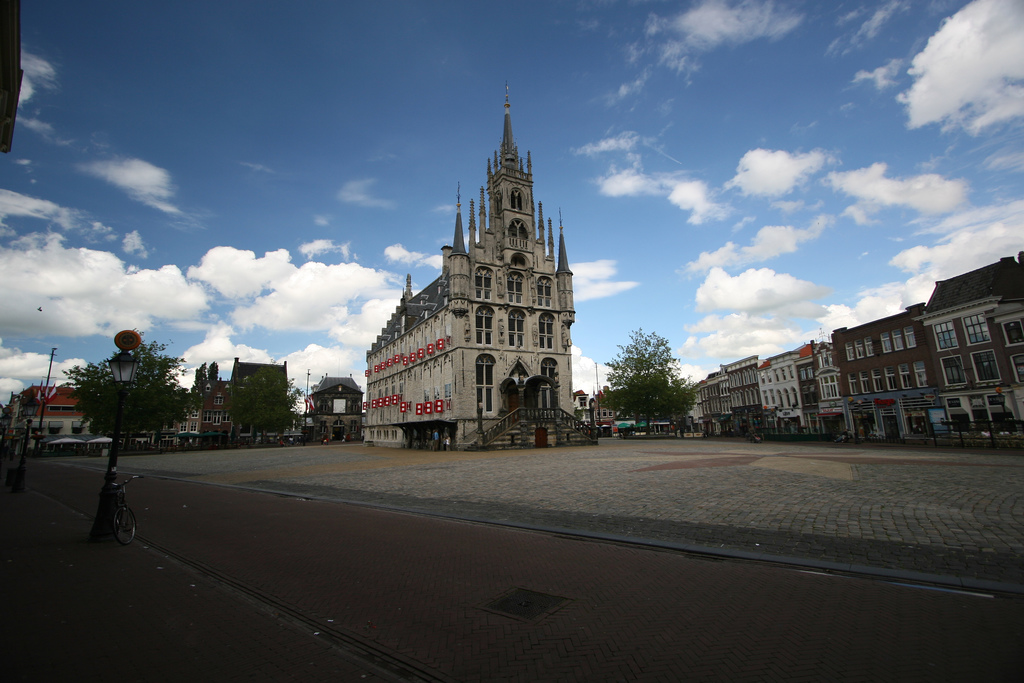
하우다의 시청과 시장 광장

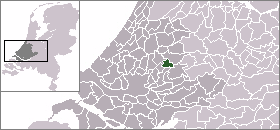
위치

하우다(Gouda)는 자위트홀란트주의 서부 네덜란드의 도시이다. 하우다는 1272년 도시권이 주어졌으며 하우다 치즈, 파이프 담배, 15세기 시청으로 유명하다. 이 도시의 인구는 2009년 기준으로 70,808명이다. 이 도시에는 현재 32,000개 이상의 직업이 있으며, 주로 상업 및 보건 분야이다.

## 인구
| 연도 | 인구   | ±% p.a. |
| ---- | ------ | ------- |
| 1382 | 4,500  | —       |
| 1398 | 5,000  | +0.66%  |
| 1477 | 12,600 | +1.18%  |
| 1494 | 7,200  | −3.24%  |
| 1514 | 7,623  | +0.29%  |
| 1560 | 9,000  | +0.36%  |

| 연도 | 인구   | ±% p.a. |
| ---- | ------ | ------- |
| 1622 | 14,627 | +0.79%  |
| 1632 | 13,300 | −0.95%  |
| 1665 | 15,000 | +0.37%  |
| 1732 | 20,000 | +0.43%  |
| 1795 | 11,715 | −0.85%  |

## 국제 관계
하우다의 자매도시는 다음과 같다:
- 글로스터 (잉글랜드, 1972년 이후)
- 콩스베르그 (노르웨이, 1956년 이후)
- 졸링겐 (독일, 1957년 이후)